# Эббу Вейл (футбольный клуб)
«Эббу Вейл» (валл. Clwb Pêl-droed Glyn Ebwy, англ. Ebbw Vale F.C.) — бывший валлийский футбольный клуб из одноимённого города. Основан в 1888 году. Расформирован в 1998 году. Домашние матчи проводил на стадионе «Юджин Кросс Парк», вмещающем 8000 зрителей.

## История
До образования Футбольной лиги Уэльса в 1992 году «Эббу Вейл» выступал в чемпионате Южного Уэльса и национальном кубке. В сезоне 1925/26 команда единственный раз в своей истории вышла в финал кубка, где обыграла «Суонси Сити» со счётом 3:2.
Дважды — в 1953 и 1988 годах — «Эббу Вейл» становился чемпионом Южного Уэльса.
В первом чемпионате Уэльса клуб занял четвёртое место, а нападающий «Эббу Вейл» Стив Вудс стал лучшим бомбардиром турнира, забив 29 мячей.
В последующие 3 года команда занимала места в середине турнирной таблицы чемпионата, став впрочем финалистом кубка лиги в 1996 году. По итогам чемпионата 1996/97 «Эббу Вейл» финишировал третьим и получил право представлять Уэльс в кубке Интертото—1997. Первый же домашний матч турнира — против австрийского ГАКа — принёс валлийцам ничью, однако остальные 3 матча клуба на групповом этапе закончились поражениями и, заняв последнее место в группе, «Эббу Вейл» выбыл из розыгрыша.
В чемпионате 1997/98 «Эббу Вейл» вновь занял третье место и опять принял участие в кубке Интертото, в первом раунде которого проиграл норвежскому «Конгсвингеру» с общим счётом 1:9. Вскоре после этого валлийский клуб прекратил существование.

## Статистика

### Чемпионат Уэльса
| Сезон   | Матчей | Побед | Ничьих | Поражений | Разница мячей | Очков | Место |
| ------- | ------ | ----- | ------ | --------- | ------------- | ----- | ----- |
| 1992/93 | 38     | 19    | 9      | 10        | 76–61         | 66    | 4     |
| 1993/94 | 38     | 16    | 9      | 13        | 68–66         | 57    | 9     |
| 1994/95 | 38     | 12    | 9      | 17        | 51–57         | 45    | 13    |
| 1995/96 | 40     | 14    | 11     | 15        | 59–56         | 53    | 11    |
| 1996/97 | 40     | 23    | 9      | 8         | 87–40         | 78    | 3     |
| 1997/98 | 38     | 22    | 11     | 5         | 94–55         | 77    | 3     |

### Кубок Интертото
| Сезон | Раунд    | Соперник            | Дома | В гостях | Общий счет |
| ----- | -------- | ------------------- | ---- | -------- | ---------- |
| 1997  | Группа 2 | ГАК                 | 0–0  | –        | –          |
| 1997  | Группа 2 | Хрватски Драговоляц | –    | 0–4      | –          |
| 1997  | Группа 2 | Бастия              | 1–2  | –        | –          |
| 1997  | Группа 2 | Силькеборг          | –    | 1–6      | –          |
| 1998  | Раунд 1  | Конгсвингер         | 1–6  | 0–3      | 1–9        |

## Достижения
- Третье место в чемпионате Уэльса (2): 1996/97, 1997/98
- Обладатель кубка Уэльса (1): 1925/26
- Финалист кубка валлийской лиги (1): 1996
- Чемпион Южного Уэльса (2): 1952/53, 1987/88